# 조지 허버트

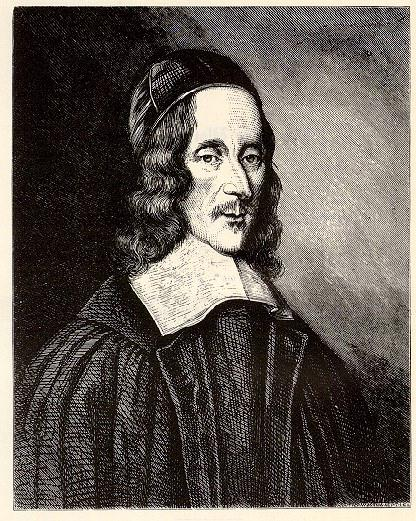

조지 허버트(George Herbert, 1593년 4월 3일 ∼ [[1633년 3월 1일)는 17세기 웨일스 태생 영국의 형이상학파 시인이자, 성공회 성직자였다..

## 생애
1593년 4월 3일 영국 웨일스의 몽고메리 성에서 태어났다. 10명의 자녀를 둔 리처드 허버트와 맥덜린의 다섯째 아들이었고, 펨브로크 백작 후손이었다. 아버지는 조지 허버트가 3세 때 세상을 떠났고, 이후 그의 교육은 강인한 성격의 소유자인 어머니가 맡았다. 슈롭셔의 아이턴과 옥스퍼드를 거쳐 1601년 허버트 가족은 런던의 채링크로스 구에 정착했다. 이 시기에 허버트의 어머니는 존 던을 비롯한 문인들과 예술가들의 후원자 역할을 하면서 종종 만찬에 그들을 초대했고, 허버트는 일찍부터 문학과 음악과 무용 등에 관심을 갖게 되었다.
허버트는 유서 깊은 런던의 교육 기관인 웨스트민스터교에서 그리스어·라틴어·음악 등을 공부했고, 류트와 비올라 연주에 특히 재능을 보였다. 이 시기 후반에 그의 어머니는 자신보다 훨씬 연하인 존 댄버스 경과 재혼했는데, 허버트는 계부의 사랑을 많이 받은 것으로 알려져 있다. 16세 때인 1609년 5월에 케임브리지대학교 트리니티칼리지로 진학한 그는 이듬해 어머니에게 보낸 편지에서, 자신의 시적 능력은 베누스 여신에게 바쳐지는 숱한 연애시가 아니라 늘 하나님의 영광을 위해 봉헌될 것이라고 말하면서 이 서약을 입증할 소네트 2편을 덧붙이기도 했다. 그는 대학 시절 학업에서 두각을 나타냈고, 1612년에 학사, 1616년에 석사 학위를 받았다. 트리니티칼리지의 펠로로 선임된 그는 튜터로 임명되어 여러 학생들을 지도했고, 1618년에 수사학 강사로 임명되어 고전 시대 저자들에 대해 강의했다. 1619년에 부대표 연사로 임명된 그는 이듬해 대표 연사(Public Orator)가 되었다. 대표 연사로서 그는 대학의 공식 서한들을 작성했고, 대학이 왕족을 비롯한 중요한 방문객들과 후원자들에게 적절한 기회에 행하는 공식 연설의 책임을 맡았다. 이 케임브리지 시절에 허버트는 라틴어 시편들을 꽤 많이 썼고, 사후 발간될 ≪성전(The Temple)≫(1633)에 수록된 여러 영어 시편들의 초고들을 썼다.
허버트가 좀 더 열렬히 세속적 야망을 추구하지 않았던 이유는 분명치 않지만, ＜고난(Affliction) (1)＞에서 기술하듯 그가 영적 헌신과 세속적 야망 사이에서 갈등을 겪었음은 분명하다. 허버트가 사제가 되겠다는 타고난 소명 의식을 가졌던 것 같지는 않다. 트리니티칼리지의 펠로는 대개 졸업한 지 7년 후 영국 국교 성직자가 되었다. 1616년에 대학을 졸업한 허버트로서는 1623년에 서임되는 게 정상이었다. 1625년 봄에 제임스 1세가 사망했고, 여름에 런던에서 역병이 발생했다. 허버트는 1626년에야 사제직에 이르는 첫 단계인 부제가 되었고, 그렇게 영국 국교의 성직자의 길에 투신했다. 그는 링컨 대성당의 평의원으로 임명되었지만, 사무국은 그를 교구 업무에 관여시키지 않았을 뿐만 아니라 숙소도 배정하지 않았다. 그는 그 후 4년이 지난 1630년에 비로소 사제가 되었는데, 그때에도 솔즈베리 근처의 베머튼 성직록을 얻은 지 5∼6개월 후에야 서임되었다. 이 무렵 허버트는 자신이 성직에 적합한지에 확신을 갖지 못했기 때문에 오랫동안 망설였던 것으로 보인다. 실제로 당시 허버트처럼 좋은 가문 출신의 사람이 사제가 되는 것은 흔치 않은 일이었다.
허버트는 1627년까지 케임브리지대학교의 대표 연사직을 유지했다. 그의 어머니는 그 해 세상을 떠났고, 그는 상속받은 유산으로 1629년 결혼할 수 있었다. 아내는 그의 계부의 사촌인 제인 댄버스였다. 허버트 부부는 윌트셔의 베인튼코트에 있는 처가에서 함께 살았고, 이듬해 그가 서임된 후 베머튼의 성직록 사제관으로 이주했다. 그는 여생을 그곳에서 보냈고, 고아가 된 조카딸들에게 집을 제공하고 펨브로크 백작의 소속 사제 역을 맡았다. 그는 사제로서의 삶에 만족하면서 성직을 수행했고, 시집 ≪성전≫과 산문 저작인 ≪성전의 사제≫를 완성했다. 그렇지만 이 무렵 그동안 썩 좋지는 않았던 그의 건강은 악화하고 있었다. 폐결핵을 앓는 동안 그는 다른 사람을 통해 리틀기딩의 작은 수도원 공동체 수장이던 벗 니콜라스 페라에게 시집 ≪성전≫의 원고를 건네면서 “이 시편들에서 내가 나 자신의 뜻을 나의 주인이신 예수님 뜻에 복종시킬 수 있기 전에 하느님과 내 영혼 사이에 일어났던 숱한 영적 갈등들의 그림을 발견하게 될 것이다. 이제 나는 그분을 섬기면서 완전한 자유를 찾았다”라고 말한 것으로 전해진다. 그러고는 그 원고가 “낙담한 가엾은 영혼들에게 도움이 될 거라고” 생각하면 발간하고 그렇지 않으면 불태워 버리라고 부탁했다고 한다. 서임된 지 3년 후인 1633년 3월 3일, 40세가 채 안 된 그는 폐결핵으로 세상을 떠났고, 베머튼의 세인트앤드루 성당의 제단 아래 묻혔다.

## 주요 출판물
- 1633년 〈성전 The Temple：Sacred Poems and Private Ejaculations〉출판.
- 1652년〈사원의 사제 A Priest to the Temple：Or The Country Parson, his Character and Rule of Life〉
- 1670년 아이작 월턴의 허버트 전기